# Neuroleon taifensis
Neuroleon taifensis är en insektsart som beskrevs av Douglas E. Kimmins 1943. Neuroleon taifensis ingår i släktet Neuroleon och familjen myrlejonsländor. Inga underarter finns listade i Catalogue of Life.